# Mecodina bocanidia
Mecodina bocanidia là một loài bướm đêm trong họ Erebidae.